# Lycaena deschagati
Lycaena deschagati är en fjärilsart som beskrevs av Grum-grshimailo 1887. Lycaena deschagati ingår i släktet Lycaena och familjen juvelvingar. Inga underarter finns listade i Catalogue of Life.